# Lacunas de Kirkwood

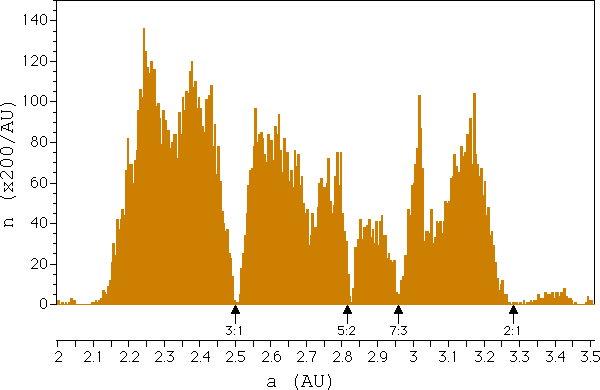
Lacunas de Kirkwood: Histograma da distribuição de asteróides em relação à distância ao Sol

Lacunas de Kirkwood são espaços relativamente vazios no Cinturão de Asteróides, que correspondem a zonas de ressonância onde a atração gravitacional de Júpiter impede a permanência de qualquer corpo celeste.

Distribuição das órbitas asteroidais internas à órbita de Júpiter, evidenciando as lacunas de Kirkwood